# Самміт Тауншип (округ Сомерсет, Пенсільванія)
Самміт Тауншип (англ. Summit Township) — селище (англ. township) в США, в окрузі Сомерсет штату Пенсільванія. Населення — 2147 осіб (2020).

## Демографія
Згідно з переписом 2010 року, у селищі мешкала 2271 особа в 844 домогосподарствах у складі 654 родин. Було 954 помешкання
Расовий склад населення:
| - 98,7 % — білих - 0,4 % — чорних або афроамериканців - 0,1 % — корінних американців - 0,1 % — азіатів |

До двох чи більше рас належало 0,4 %. Частка іспаномовних становила 0,5 % від усіх жителів.
За віковим діапазоном населення розподілялося таким чином: 20,9 % — особи молодші 18 років, 59,3 % — особи у віці 18—64 років, 19,8 % — особи у віці 65 років та старші. Медіана віку мешканця становила 43,9 року. На 100 осіб жіночої статі у селищі припадало 95,9 чоловіків;  на 100 жінок у віці від 18 років та старших — 98,1 чоловіків також старших 18 років.
Середній дохід на одне домашнє господарство  становив 63 665 доларів США (медіана — 53 587), а середній дохід на одну сім'ю — 68 311 долар (медіана — 57 000). Медіана доходів становила 40 552 долари для чоловіків та 30 000 доларів для жінок. За межею бідності перебувало 13,2 % осіб, у тому числі 19,6 % дітей у віці до 18 років та 9,7 % осіб у віці 65 років та старших.
Цивільне працевлаштоване населення становило 1165 осіб. Основні галузі зайнятості: освіта, охорона здоров'я та соціальна допомога — 28,5 %, виробництво — 15,4 %, сільське господарство, лісництво, риболовля — 10,5 %, будівництво — 8,2 %.